# August zu Lippe-Brake

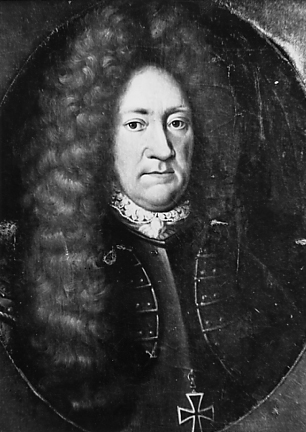
August zu Lippe-Brake

August zu Lippe-Brake (* 9. September 1643 auf Schloss Brake; † 19. Juni 1701 in Neuwied) aus dem Haus Lippe war Feldmarschall und Geheimer Kriegsrat von Hessen-Kassel und Landkomtur der Ballei Hessen des Deutschen Ordens.

## Leben
August war das 12. und jüngste Kind des Grafen Otto zu Lippe-Brake (1589–1657) und dessen Frau Margarethe von Nassau-Dillenburg (1606–1661). Er wählte die soldatische Laufbahn und kämpfte unter dem Statthalter Wilhelm III. von Oranien im Niederländisch-Französischen Krieg gegen Frankreich und dessen Verbündete. Als Landgraf Karl von Hessen-Kassel sich ein starkes und kriegsbereites Heer zu schaffen begann, trat August zu Lippe-Brake in dessen Dienst. 1683 stellte er unter Heranziehung von drei bereits bestehenden Kompanien das acht Kompanien (inklusive der Leibkompanie) umfassende Regiment „Lippe zu Fuß“ auf, das 1684 in „Leibregiment“ umbenannt wurde.
Im gleichen Jahr trat er, wohl auf Veranlassung des Landgrafen Karl, in den Deutschen Orden ein. 1688 wurde er Landkomtur der Ballei Hessen, der erste Landkomtur reformierter Konfession; dieses Amt bekleidete er bis zu seinem Tode. 
1689, nach dem Ausbruch des Pfälzischen Erbfolgekriegs (1688–1697) und der daraufhin erfolgten Bildung des Magdeburger Konzerts, wurde er Chef des im Jahre zuvor von Johann Ernst von Nassau-Weilburg aufgestellten hessen-kasselschen Dragoner-Regiments, mit dem er als Teil der von den armierten Reichsständen aufgebotenen  Reichstruppen bis zum Ende des Krieges an verschiedenen Schauplätzen gegen die Truppen Ludwigs XVI. kämpfte. Er stieg dabei bis zum Feldmarschall auf.

## Tod und Bestattung

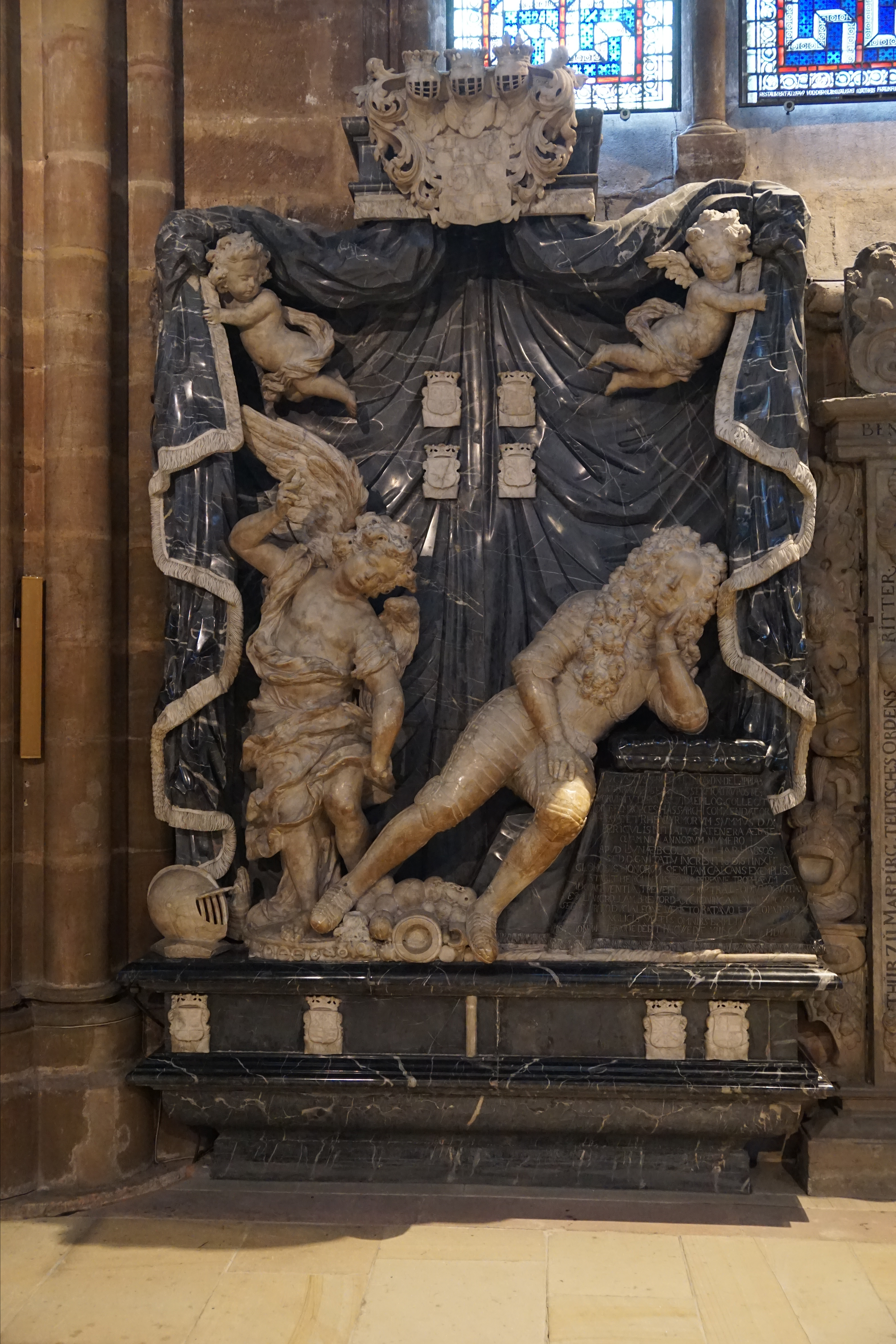
Epitaph in der Marburger Elisabethkirche

August zu Lippe-Brake, dem die Republik Venedig kurz zuvor den Oberbefehl über ihre Landtruppen angeboten hatte, starb, unverheiratet und ohne Nachkommen, am 19. Juni 1701 in Neuwied. Da er in seinem Testament verfügt hatte, man solle ihn entweder in Marburg oder in Brake beerdigen, je nachdem, welchem der beiden Orte er bei seinem Tode am nächsten sei, wurde er am 21. August 1701 in der Elisabethkirche zu Marburg bestattet. Der Frankfurter Bildhauer Johann Bernhard Schwarzeburger schuf zwei Epitaphien, eines in der Kirche zu Brake, das andere in Marburg.